# 3.º Prêmio Angelo Agostini
O 3.º Prêmio Angelo Agostini (também chamado Troféu Angelo Agostini) foi um evento organizado pela Associação dos Quadrinhistas e Caricaturistas do Estado de São Paulo (ACQ-ESP) com o propósito de premiar os melhores lançamentos brasileiros de quadrinhos de 1986 em diferentes categorias.

## História
Além das categorias instituídas no ano anterior, foi entregue também um troféu especial ao Sindicato dos Jornalistas de São Paulo pelo apoio às lutas dos quadrinistas.
A cerimônia de entrega de troféus foi realizada no Sesc Pompeia, em São Paulo. O evento ainda contou com uma exposição (que permaneceu no espaço por 15 dias) dos trabalhos vencedores do Angelo Agostini e o lançamento de Cartilha de Direito Autoral da AQC, de Flávio Calazans, o primeiro livro sobre direitos autorais dos quadrinhos no Brasil. Também foi lançada a revista 50 Anos de Jayme Cortez, em homenagem à carreira deste quadrinista, junto com uma exposição de suas obras que já havia sido apresentada na Europa no ano anterior.

## Prêmios
| Categoria                    | Vencedores                             |
| ---------------------------- | -------------------------------------- |
| Mestre do Quadrinho Nacional | Flavio Colin                           |
| Mestre do Quadrinho Nacional | Henfil                                 |
| Mestre do Quadrinho Nacional | Sérgio Lima                            |
| Desenhista                   | Mozart Couto                           |
| Roteirista                   | Gilberto Camargo                       |
| Lançamento                   | Bundha Newton Foot (Press Editorial)   |
| Troféu especial              | Sindicato dos Jornalistas de São Paulo |